# Dobre Miasto
Pour la gmina, voir Dobre Miasto (gmina).
Dobre Miasto (ancien « Guttstadt » en allemand) est une ville de Pologne, située au nord du pays, dans la voïvodie de Varmie-Mazurie. Elle est le chef-lieu de la gmina de Dobre Miasto, dans le powiat d'Olsztyn.

## Histoire
De 1818 à 1945, Guttstadt fait partie de l'arrondissement d'Heilsberg dans le district de Königsberg au sein de la province de Prusse-Orientale.

## Monuments remarquables
- Église Saint-Sauveur, à l'architecture gothique, édifiée au XIVe siècle, basilique mineure depuis le 19 mai 1989.
- Église Saint-Nicolas, de style baroque, construite de 1736 à 1741. C'est à présent le lieu de culte de l'église grecque-catholique ukrainienne
- Tour de la cigogne, vestige des anciens remparts médiévaux. La tour doit son nom aux cigognes qui nichent habituellement à son sommet.

## Jumelages
- Quakenbrück (Allemagne) depuis 2000
- Montierchaume (France) depuis 2002
- Kostopil (Ukraine) depuis 2007

## Transports
Dobre Miasto est un important carrefour routier. Une route nationale et trois routes provinciales la traversent :
- Olsztynek – Olsztyn – Dobre Miasto – Lidzbark Warmiński – Bartoszyce
- Dobre Miasto – Braniewo
- Dobre Miasto – Ostróda
- Miłakowo – Reszel

Dobre Miasto est également traversée par la voie ferrée 221